# Holger Bisgaard
Holger Ove Bisgaard (* 28. März 1880 in Glamsbjerg, Dänemark; † 28. März 1943 in Skodsborg, Dänemark) war ein dänischer Arzt.
Nach Bisgaard wurde das sogenannte Bisgaard-Zeichen (Kulissendruckschmerz) benannt, ein klinisches Zeichen, das bei tiefer Beinvenenthrombose positiv sein kann. Zudem wurde er bekannt für seine Methode der Behandlung des venösen Unterschenkelulkus (Bisgaard-Methode, Bisgaard-Regime). Die Methode besteht unter anderem aus einer Kombination von Massage und Übungen des betroffenen Beins einschließlich Anheben sowie der Nutzung von Druck im Bereich des Ulcus oder der Bisgaard-Kulisse und Bandagierung.

## Veröffentlichungen
- H. Bisgaard: Ulcus und Eczema cruris, Phlebitidis sequelae usw: Studien über die statischen Erkrankungen der unteren Extremitäten und ihre Behandlung. Munksgaard, 1941